# I Don't (chanson de Mariah Carey)
Singles de Mariah Carey  featuring YG
Infinity
(27 Avril 2015) The Star
(2018)
I Don't est une chanson de la chanteuse Mariah Carey featuring YG, sortie le 3 février 2017. Elle est écrite par Mariah Carey, Keenin Jackosn, Donell Jones et Kyle West et composée par Jermaine Dupri et Bryan-Michael Cox.
La chanson arrive à la 35 meilleure meilleure place du Hot R&B/Hip-Hop Songs.

## Composition
I Don't est un titre RnB, qui parle de rupture.

## Promotion
Le single sert de promotion à l'émission de documentaire de Mariah Carey intitulée Mariah's World.

## Accueil
La chanson reçoit d'excellentes critiques,.

## Clip vidéo
Le vidéoclip est réalisé par elle-même. Il y montre Mariah accompagné du rappeur dans une immense villa, alternant avec des scènes ou ils sont tous les deux dans une voiture de luxe. À la fin du clip, Mariah y brûle sa robe de mariée.

## Classement hebdomadaire
| Chart (2017)                                  | Peak position |
| --------------------------------------------- | ------------- |
| Australie                                     | 17            |
| Canada                                        | 96            |
| France (SNEP)                                 | 101           |
| Royaume-Uni                                   | 60            |
| Royaume-Uni Singles (Official Charts Company) | 60            |
| US Billboard Hot 100                          | 89            |
| US Hot R&B/Hip-Hop Songs (Billboard)          | 35            |